# 市區重建局 (香港)
市區重建局（簡稱：市建局）是香港專門負責處理樓宇重建及復修的法定機構，前身為於1988年成立的土地發展公司。鑑於香港特別行政區政府希望加快市區（即香港島、九龍、新界的荃灣區及葵青區）重建，於2001年5月1日通過《市區重建局條例》及成立市區重建局，職責包括加速舊區重建、促進復修樓齡較高樓宇、修葺保育具有歷史或者建築價值的樓宇，並且透過改善舊區的環境促進經濟發展。

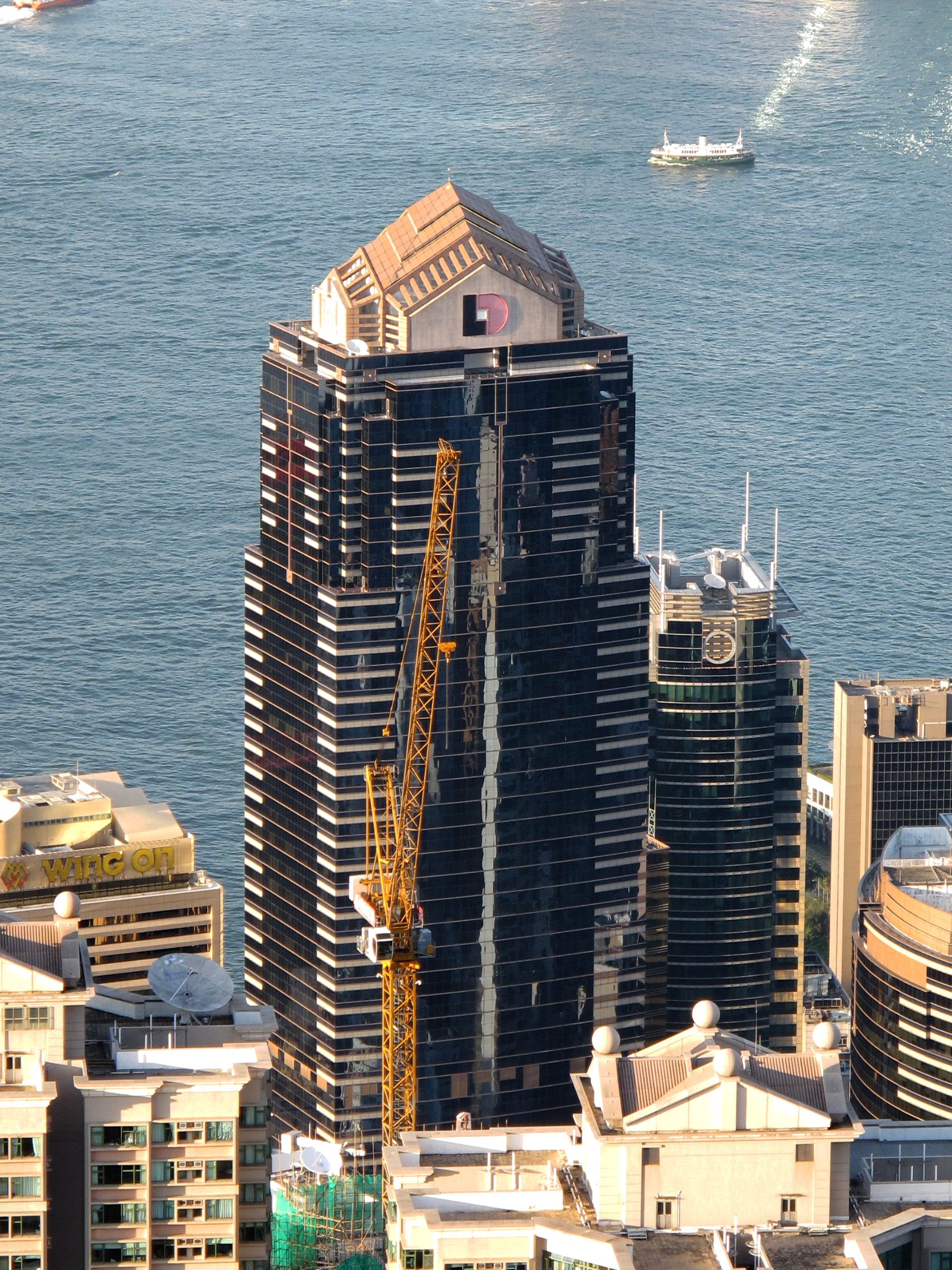
市區重建局總部所在大廈─中遠大廈總部。

## 架構

### 委員會
設有多個委員會處理居民的安置及補償、重建規劃及文物保護等事務。

#### 董事會主席
- 劉華森，GBS，JP（2001年5月1日至2005年4月30日）
- 鄭維新（2005年5月1日至2007年4月30日）
- 張震遠，GBS，JP（2007年5月1日至2013年5月24日）
- 蘇慶和，SBS，JP（2013年6月15日至2019年4月30日）
- 周松崗（2019年5月1日至今）

#### 行政總監
- 麥振芳（2001年5月1日至2001年12月31日）
- 林中麟，GBS，SBS，JP（2002年1月1日至2007年12月31日）
- 羅義坤（2008年3月1日至2013年2月28日）
- 譚小瑩（2013年3月1日至2015年3月30日）
- 林濬（2015年6月15日－2016年6月15日）
- 韋志成，GBS，JP（2016年6月15日至2025年6月15日）
- 蔡宏興（2025年6月15日至今）

## 歷史

### 成立
為了解決市區老化的問題並改善舊區居民的居住環境，香港特別行政區政府於2000年7月制定《市區重建局條例》（香港法例第563章），為推行市區更新提供一個新架構。市建局於2001年5月1日成立。
2001年的市區重建策略要求市區重建局以「4Rs」策略為重建策略，分別為︰
- 重建發展（Redevelopment）
- 樓宇復修（Rehabilitation）
- 文物保育（Reservation）
- 舊區活化（Revitalisation）

### 2010至2012年
根據市區重建局2010至11年進行的統計，在香港市區內樓齡逾50年的樓宇有逾4,000幢。在未來十年，這些樓宇的數目更會按年遞增。
2011年2月，市建局提出一系列新政策，建議進行市區重建時應採用「以人為先，地區為本，與民共議」，並要求市區重建局推出由居民申請的重建，以及補償方式要增加樓換樓選項。市區重建策略（页面存档备份，存于）
2011年3月，市區重建局董事會通過《「樓換樓」先導計劃（页面存档备份，存于）》。根據《市區重建策略》，「樓換樓」是給予住宅自住業主現金補償及特惠金以外的另外一個選擇。同年4月，市區重建局開始在市區重建事務中擔當「促進者」（页面存档备份，存于）角色的框架。同年5月，市區重建局通過「需求主導」（页面存档备份，存于）重建模式的執行框架；該重建模式是香港政府於同年2月公布的新《市區重建策略》的其中一項重要措施；同年8月，通過其藝術文化支援政策（页面存档备份，存于）。
市區重建局成立至2012年，推行了56個重建項目，影響居民3萬4千戶，並向房屋市場提供了約1萬9千個新住宅單位。同年9月3日，市區重建局位於深水埗首個「需求主導」重建項目（页面存档备份，存于）首次有逾8成業主在60日考慮期屆滿前同意將其物業出售予該局，是該局歷史上首個落實由業主申請重建的項目。同年12月，市區重建局表示為了協助增加香港土地供應，會於未來5年加快重建步伐。主席張震遠表示，有需要研究將更多的工業大廈更改作為房屋用途，惟現時市區重建項目的速度太慢，每個項目至少歷時7至8年，大型項目超過10年，他直言需要認真探討各個環節是否有加快的空間。他透露，市區重建局方於未來5年計畫投放250億港元進行重建發展及樓宇復修等，又會逐步接手香港房屋協會的樓宇復修工作，預計涉及6千7百幢樓宇，影響約23萬個單位的業主。

### 2015至2020年
2015年市建局認為多項重建項目均為舊樓重建不利於整個舊區的重新發展，該局董事會於2015年4月23日開會討論有關於來年的計劃時，非執行董事蔣麗芸提出未來應該多做「舊區重建」，而非「舊樓重建」。而另一位非執行董事黃遠輝指出，在會議上討論了市區重建局的長遠策略定位，例如在舊區集中重建項目，令到舊區更新更快可見成效。
就此，市區重建局就此擬議改變模式，研究於集中重建，以加快更新舊區。而土瓜灣則被列為新策略的試點；由於九龍城市區更新地區諮詢平台已經提出優先重建九龍城馬頭圍道十三街和五街、環字八街、九龍城道及落山道一帶，故此該三區有望成為區內的大型重建項目。
2016年3月4日市區重建局啟動九龍城庇利街/榮光街發展項目的法定規劃程序，是繼觀塘項目後最大規模的重建，預計斥資116億元，重建包括馬頭圍道107及109號單號、榮光街2至50號雙號、庇利街3至21號單號、環發街1至19號、環興街1至20號、環樂街1至20號及環達街1至13號，涵蓋103個街號，880個業權，估計有2,000住戶受影響，項目地盤面積8.65萬平方呎，重建後會提供1,150個4至500平方呎住宅單位，涉及6幢大廈共55,500平方米住宅樓面，料2025至2026年度落成。
2017年7月28日市區重建局啟動西營盤崇慶里/桂香街項目，項目位於崇慶里1至7號（單數）和2至4D號（雙數）、德輔道西216至218號及桂香街12至16號（雙數），涉及14個街號，樓宇高6層至8層，沒有升降機，於1959年至1978年建成，地盤總面積約1,120平方米，估計涉及98個業權，重建後總樓面8,700平方米，可提供165個中小型住宅單位，項目預計在2026至2027年完成，初步估計發展成本13億。
2017年10月24日永泰地產（佔65%）及資本策略地產（佔35%）合組財團Southwater Hong Kong Limited以116.2億港元，奪得市建局卑利街、嘉咸街地盤C項目，地盤位於嘉咸街、結志街及閣麟街, 地盤面積2萬8901平方呎,以項目可建樓面面積43萬3520平方呎面積計算，每方呎樓面地價約2.68萬元， 另外, 提供一個不少於1萬4100平方呎的公眾休憩用地.
2018年3月15日市建局啟動兩個新重建項目，包括上環皇后大道西/賢居里項目及大角咀橡樹街/埃華街項目，項目範圍包括樓齡約50年的皇后大道西129至151號單數門牌號的建築物，及賢居里垃圾收集站和公廁，和李陞街遊樂場內的5人足球場，地盤總面積約2046平方米，大角咀橡樹街/埃華街項目，地盤面積約820平方米，包括橡樹街89至95號單數號及埃華街1至5號，毗鄰杉樹街/橡樹街需求主導重建項目，項目界線內的建築物樓齡由41年至55年，樓高6至10層。
2018年6月21日市區重建局啟動土瓜灣榮光街/崇安街重建項目，涉及土瓜灣銀漢街44號至54號A(雙數)和榮光街72號至118號(雙數)，地盤總面積約3016平方米，包括周邊的部分公眾行人路面及政府土地的小巷。重建範圍內的建築物，於1958至1961年間落成，覆蓋36個街號，樓高8層
2017/18年度市建局完成的4個重建項目合共錄得102.65億元盈餘，當中以灣仔利東街「囍匯」盈餘最高，達88.4億元；另一灣仔項目「尚翹峰/壹環」亦錄得11.17億元盈餘；而大角嘴「形品‧星寓」則錄得4.73億元盈餘。市建局位於旺角波鞋街的項目「Skypark」則錄得1.65億元虧蝕。
2019年2月22日市區重建局啟動九龍城啟德道／沙浦道重建項目KC-015，項目涉及沙浦道31至49號（單數）、沙浦道55至73號（單數），及啟德道24至82號（雙數）內的建築物，地盤總面積約6106平方米，包括兩塊政府土地、一條後巷、部分沙浦道及周邊的部分公眾行人路，覆蓋50個街號，約450個業權，包括670戶家庭及40間地鋪。項目總樓面面積約4.8萬平方米，将提供40100平方米住宅樓面面積，涉及約810個中小型單位，及8000平方米商業／零售樓面面積，當中800平方米可用作社區用途，項目預計8至10年完成。
2020年10月16日市區重建局啟動旺角山東街╱地士道街項目重建項目，項目涉及旺角山東街1至27號（單數）、地士道街1至23號（單號）、奶路臣街2L至2M號，覆蓋24個街號，約170個業權，包括280戶家庭及有約20間地鋪。地盤總面積約2790平方米，包括康樂及文化事務署轄下的地士道街休憩花園、一條政府土地上的小巷，及周邊的公眾行人路，重建後會提供約12450平方米的住宅樓面面積，興建約300個中小型私人住宅單位、2850平方米政府社區設施、約2490平方米商業樓面，重置780平方米休憩用地。

### 20週年
市建局表示，2021年是該局20週年誌慶，同時是「收成期」，將會有8個重建項目完成清場，可望於2021/22年度內，相繼推出招標，補充現金流。市建局籌備了一份五年計劃，涵蓋多個新策展的重建項目，連同已開展但尚未完成收購的重建項目，未來需要支付的收購開支及建築費用，總成本將會超過一千億元，合共提供約18,000個住宅單位。市建局已將這份涵蓋未來5年 (2021/22 年度至2025/26年度) 的業務綱領，交予政府審核；若獲准推行，這將會是市建局自2001年成立以來，最大規模、開支最龐大的一份業務綱領。
2021年3月5日市區重建局啟動土瓜灣土瓜灣道／榮光街發展計劃（KC-016項目），項目涉及土瓜灣道1至15號及17至31號（單數）、馬頭圍道111至127D號（單數）、啟明街1至5號及11至19號（單數）、玉成街1至7號（單數）及2至12號（雙數）、鴻福街2至6號及10至14號（雙數），涉及約53個街號內的建築物，約560個業權，包括830戶家庭及有約90間地鋪。地盤總面積約6590平方米，項目重建後總樓面面積約55460平方米，當中包括4.2萬平方米住宅樓面，可提供約900個約500平方呎的中小型住宅單位；另8,320平方米商業樓面、5,540平方米預留作政府、機構或社區用途，並興建行人天橋接駁至項目對面的港鐵土瓜灣站，估計2032年完工。
2021年9月9日市區重建局公佈恒基地產以81.89億元投得土瓜灣庇利街/榮光街發展項目，項目預計提供1150個住宅單位，每方呎樓面地價11,414元。
2022年5月27日市區重建局啟動九龍城衙前圍道 ／賈炳達道發展計劃（KC-017項目），項目位於賈炳達道及衙前圍道，涵蓋主地盤、北面地盤和東面地盤，主地盤和東面地盤內涉及約120個街號內的，91幢私人樓宇，約1000個業權，包括1600戶家庭及有約140間地鋪。地盤總面積約398932平方呎(約37,060平方米)，項目重建後總樓面面積約294.93萬平方呎(約285170平方米)，當中包括202420平方米住宅樓面，可提供約4350個實用面積約400呎的中小型住宅單位；另約25300平方米商業樓面、約47,000平方米預留作政府、機構或社區用途，項目主地盤將興建一個地下停車場，提供360個車位，預計2036至2037年落成，而北面地盤位於賈炳達道公園範圍將重置九龍城市政大廈及毗鄰社區設施改劃作社區設施用途，以「一地多用」的模式，興建一棟新政府綜合大樓預計於2030年落成，三個地盤將合共提供約10450平方米的地面綠化空間。
2024年3月15日市區重建局啟動旺角洗衣街/花墟道發展計劃 (YTM-013項目），項目分為地盤A和地盤B，地盤總面積約29315平方米，預計可提供約103900平方米總樓面面積，其中地盤A是大概位於花園街、洗衣街及旺角花墟道一帶，由1個較大的地盤A1和4個比較分散和細碎的地盤，即A2至A5組成，涉及31個街號內的、23幢樓齡介乎64至76年的舊樓的190個業權，包括275個住戶及33個地舖商戶，預計可提供約75400平方米住宅樓面面積、約1350個住宅單位及約500個附屬私家車泊車位，預計2035/36年度落成
地盤B位於旺角大球場以西、界限街以南和太子道西以北，涵蓋界限街遊樂場，界限街一號及二號體育館、洗衣街兒童遊樂場及界限街苗圃等現有政府設施及分散的休憩空間，將會興建一個面積不少於8800平方米城市水道公園及8200平方米的其他公眾休憩空間，包括多用途綜合大樓內11人足球場，以及公眾地下停車場提供約220個公眾車位及10個公眾上落貨車位，該部分由於屬政府土地，可望較快推出招標，預計2033或2034年先行完成。
2024年8月9日市區重建局啟動土瓜灣馬頭圍道/落山道發展項目（KC-020），涉及馬頭圍道324至354號的雙數街號，地盤面積約22820方呎，樓齡55年以上，樓高3至9層，受影響業權約112個，受影響住戶及商舖分別約180個及20間，預計可提供約12.73萬方呎住宅樓面面積、約2.54萬方呎商業零售設施及停車場，230伙住宅單位，2033至34年落成。
2025年6月6日，為改善市區重建局的現金流，行政長官會同行政會議批准以私人協約方式，並以1,000元象徵式地價向市建局批出一幅位於紅磡庇利街的用地及一幅位於將軍澳第137區的用地。該兩幅用地稍後須通過法定城規程序改劃作住宅用途，兩幅用地改劃後將提供約合計841.9萬平方呎樓面，將提供約9530個住宅單位。其中將軍澳的用地更是市建局首個非市區重建的項目。

## 主要市區更新計劃

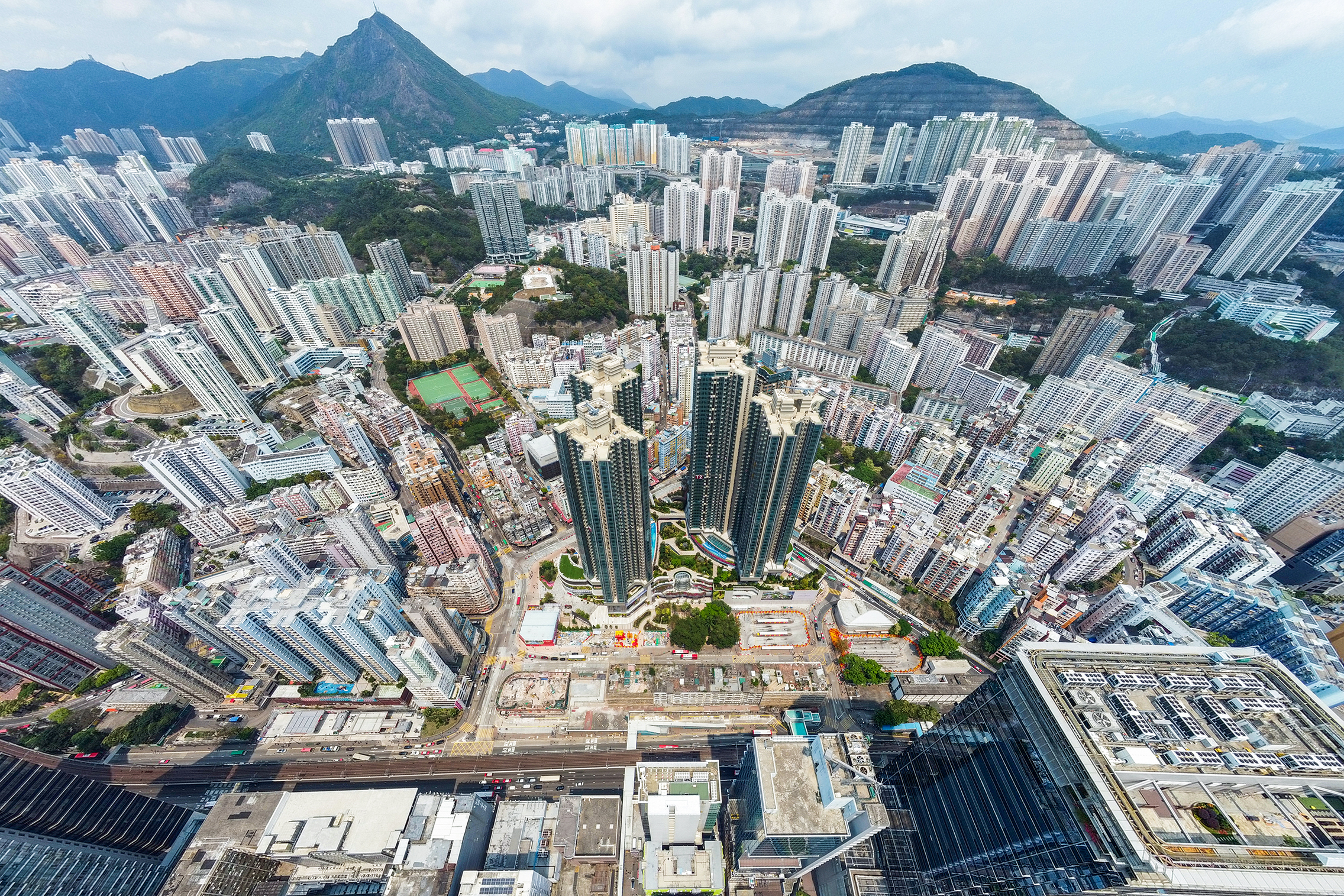
觀塘市中心重建項目是市區重建局目前最大型的重建項目

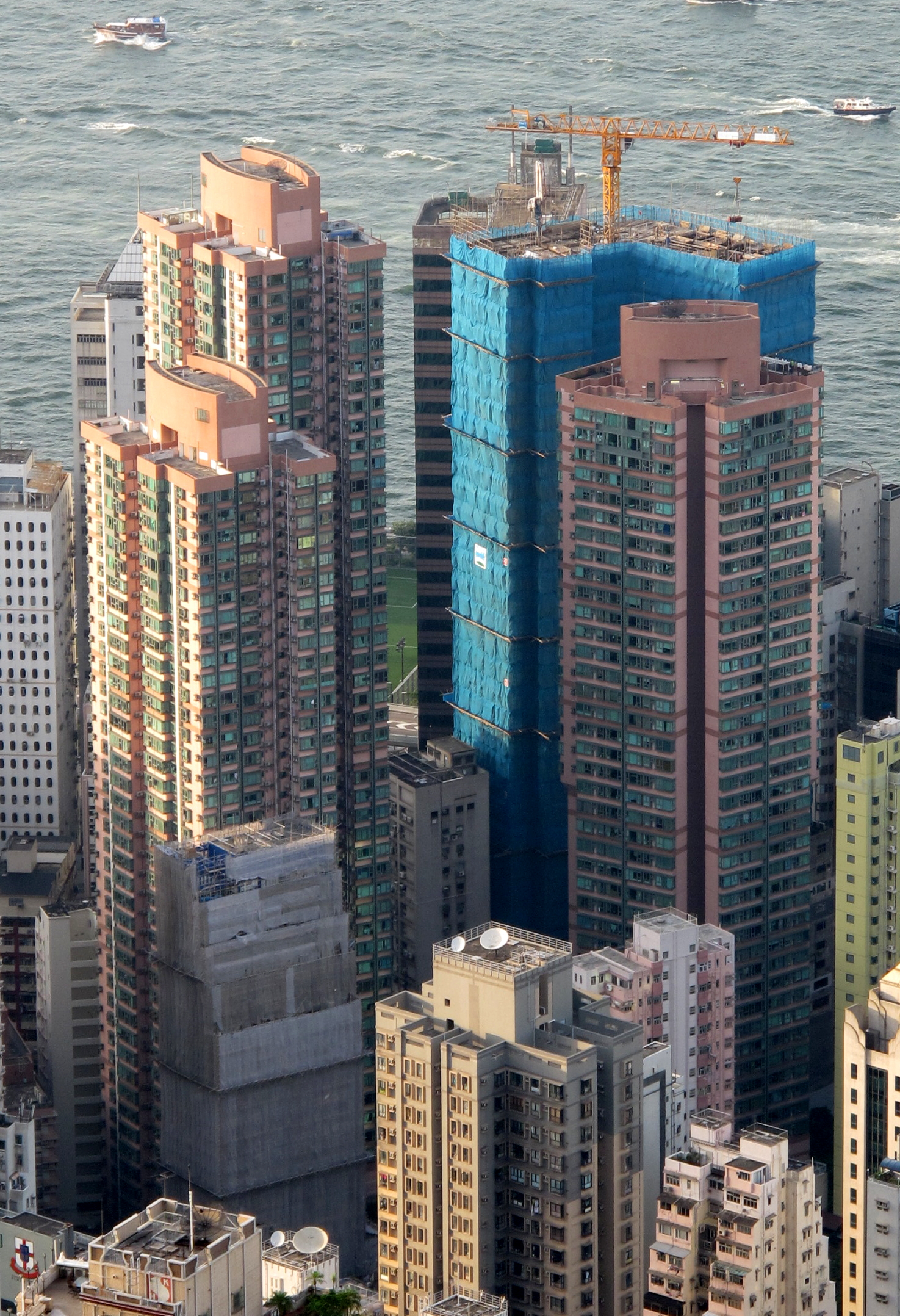
位於上環皇后街的帝后華庭是市區重建局成立后已經完成的物業項目之一

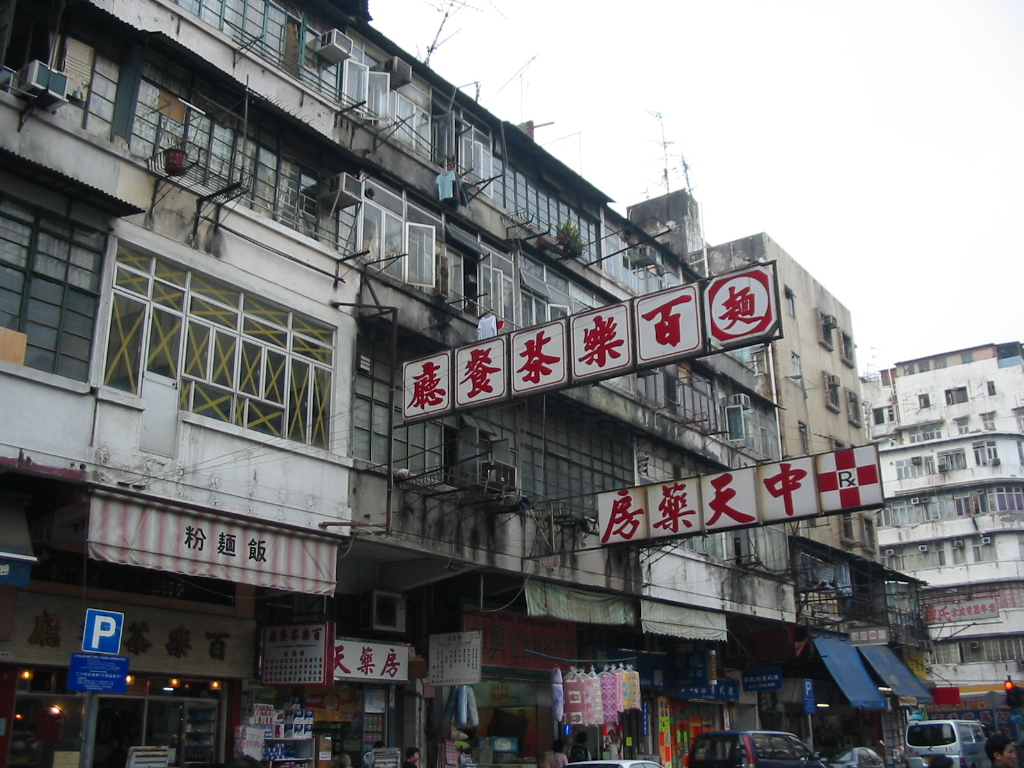
深水埗荔枝角道、桂林街、醫局街重建項目

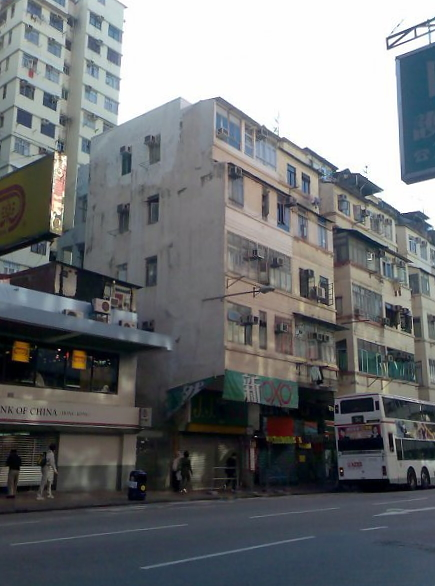
馬頭圍道／春田街發展項目

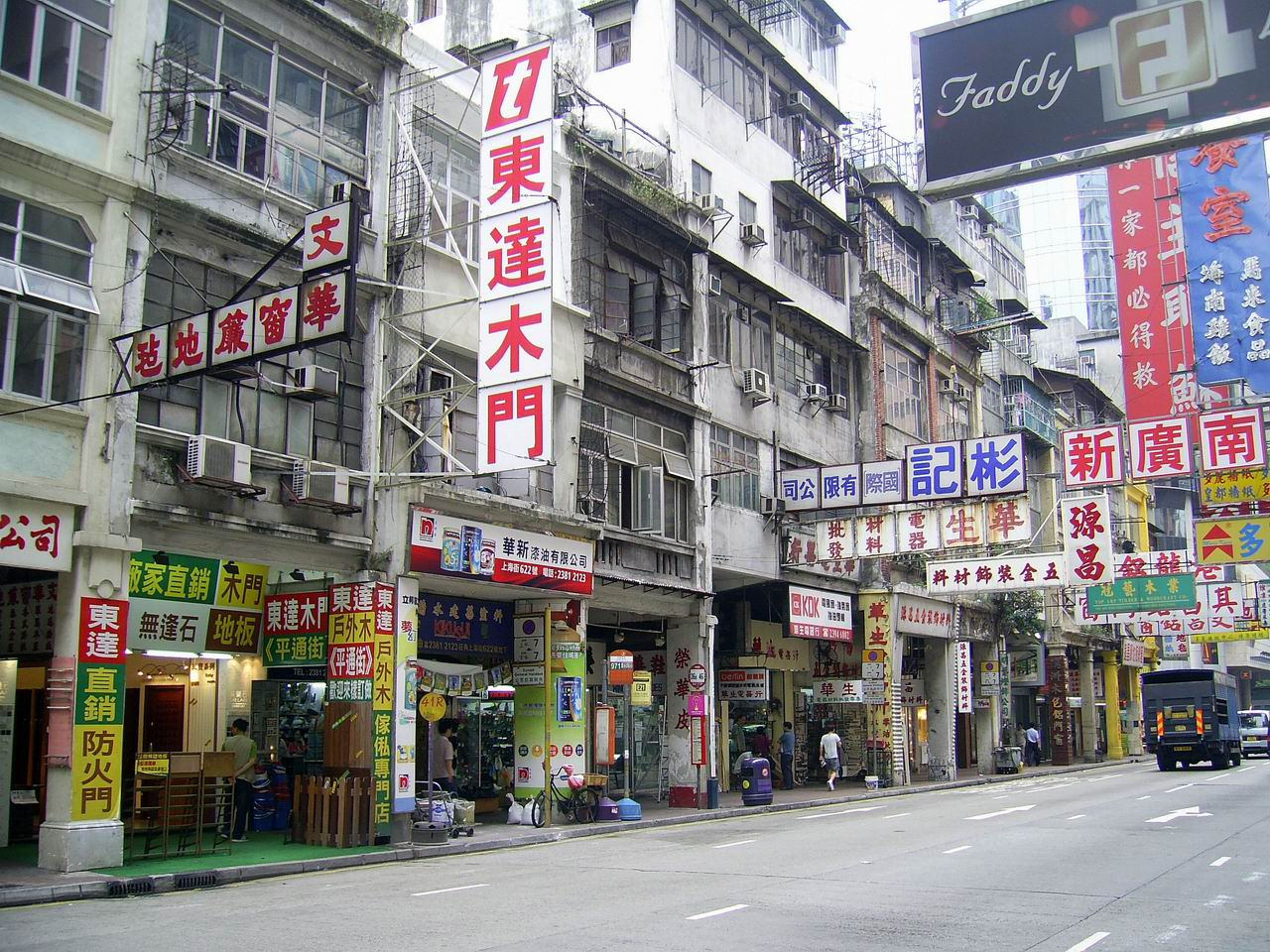
旺角上海街、亞皆老街保育項目

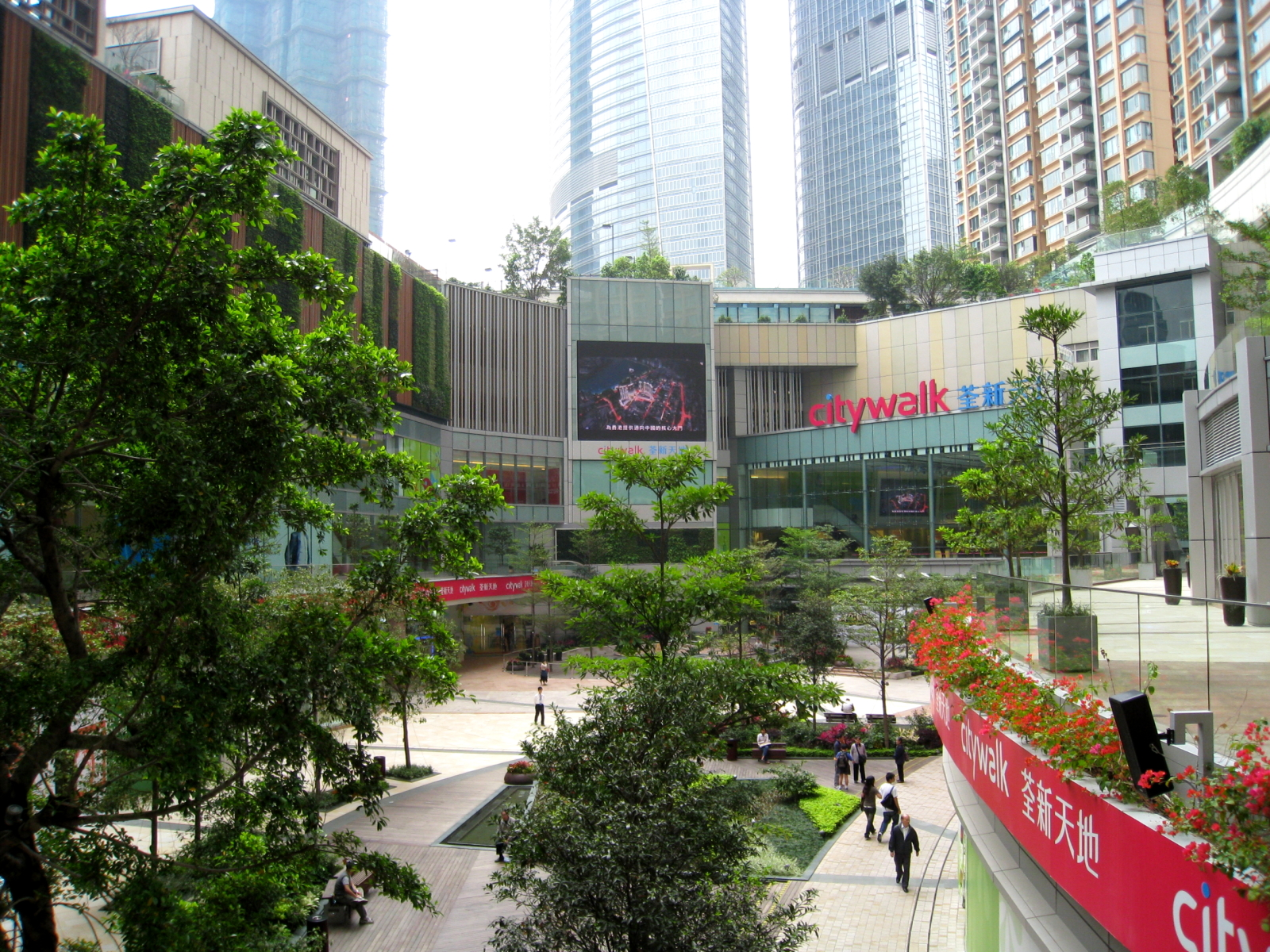
萬景峯重建項目

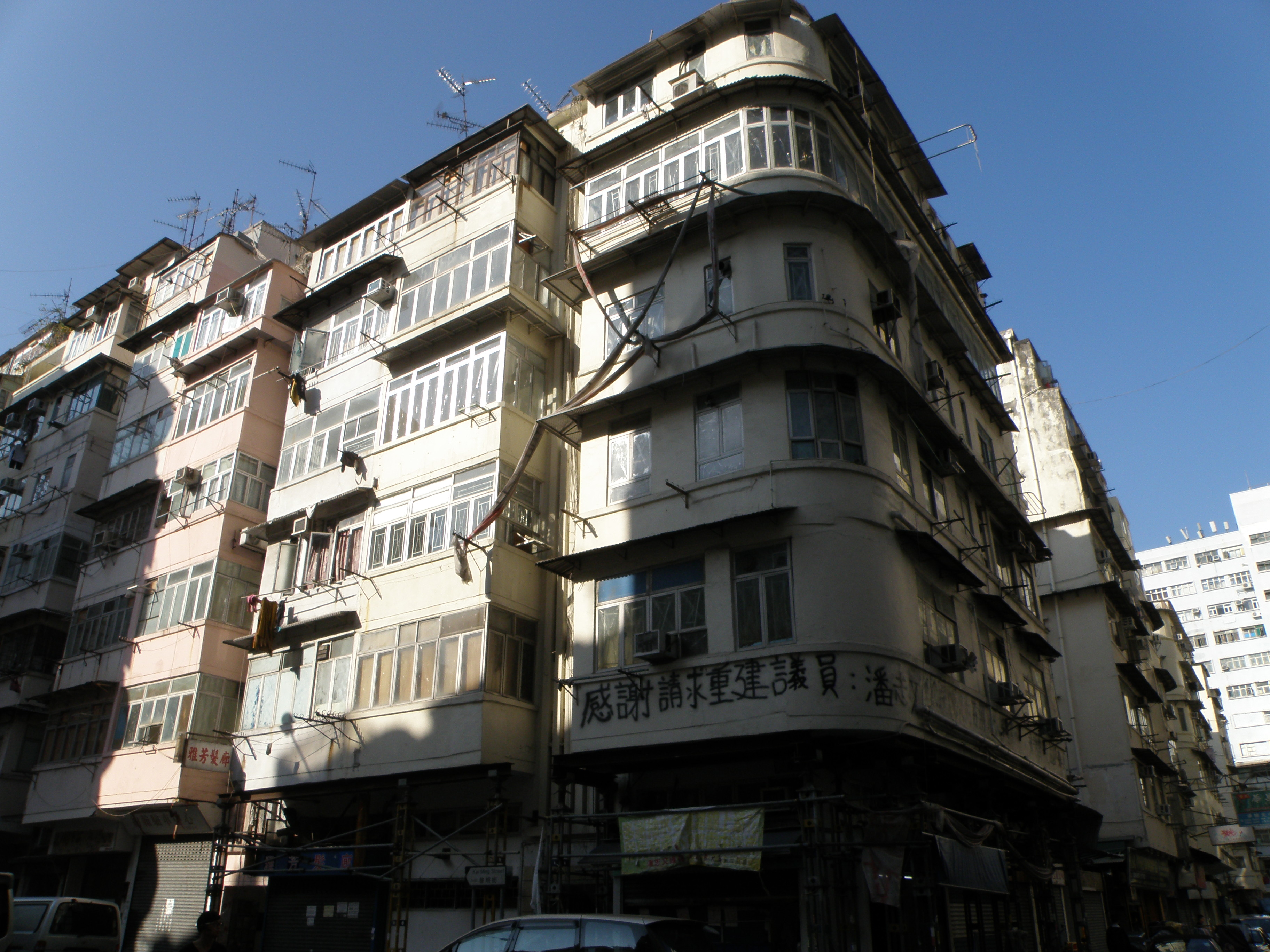
啟明街重建項目

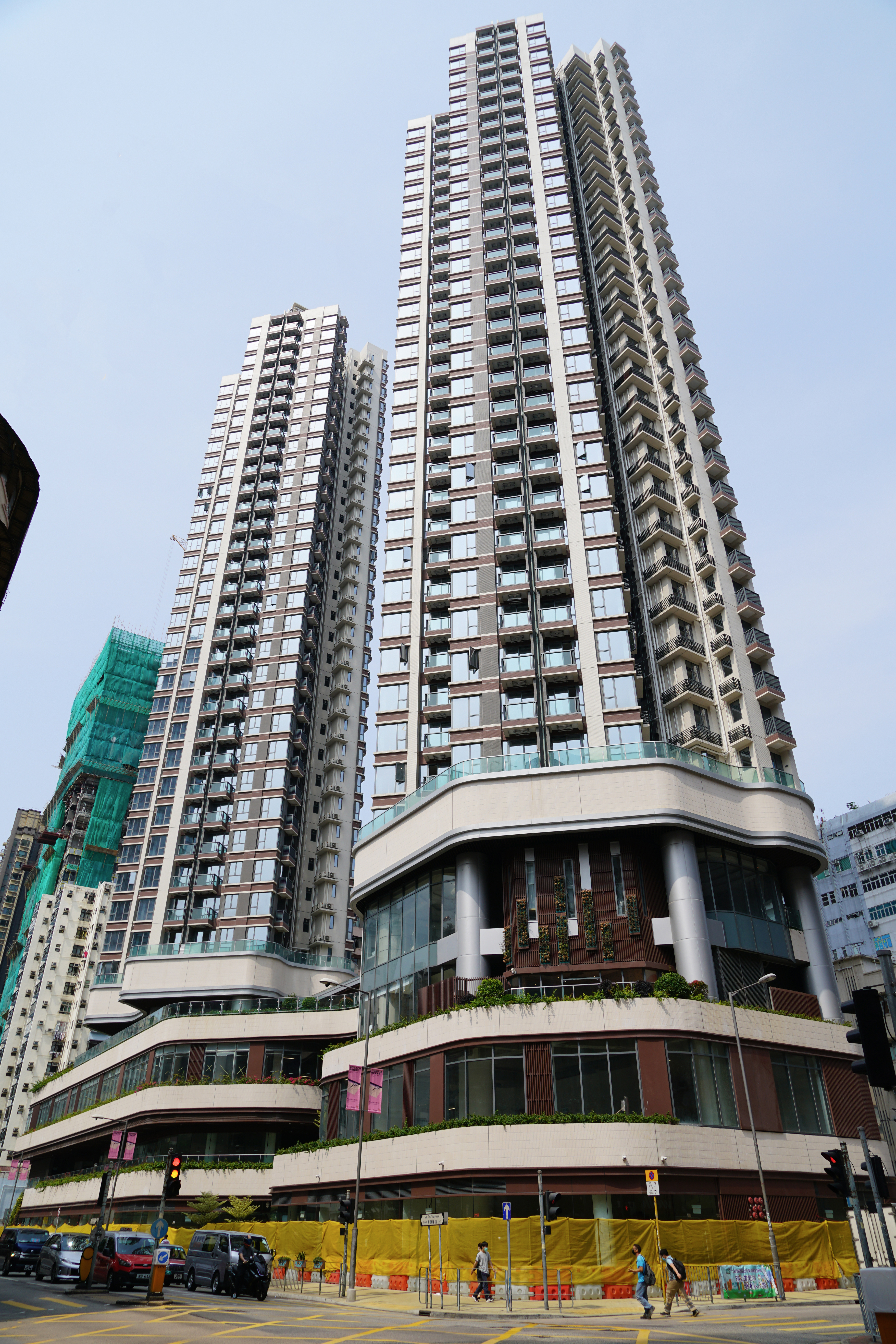
煥然懿居

### 重建項目
- 中環卑利街、嘉咸街項目A（ONE CENTRAL PLACE）、B（My Central）及C三個地盤
- 上環皇后街（帝華庭）
- 上環皇后大道西（賢居里）
- 堅尼地城（泓都）
- 堅尼地城士美菲路12P號工業樓宇重建項目（先導計劃）
- 灣仔皇后大道東、利東街（囍滙）
- 灣仔皇后大道東235 -245號（驊宅）
- 灣仔莊士敦道（嘉薈軒）
- 灣仔太原街（尚翹峰）
- 西營盤第一街、第二街（縉城峰）
- 西營盤崇慶里、桂香街重建項目（遠東發展）)以12.4億元投得，每呎樓面地價約13085元
- 西營盤第三街／餘樂里／正街（星鑽）
- 西灣河西灣河街9至11號及15號，協成工廠大廈及其旁邊的空地
- 油麻地窩打老道、雲南里（窩打老道8號）
- 尖沙咀河內道（河內道18號）
- 黃大仙衙前圍村重建項目
- 觀塘市中心重建項目
- 旺角豉油街12號 （前土地發展公司安置物業）
- 旺角亞皆老街、上海街（朗豪坊）
- 旺角洗衣街（波鞋街）／花園街／奶路臣街（Skypark）
- 旺角新填地街（MOD 595）
- 旺角新填地街331至367號／山東街發展項目 、有關項目涉及172個業權，包括147個住宅及24個地鋪，共300個住戶
- 旺角山東街／地士道街重建項目、有關項目涉及170個業權約280伙及20個地舖
- 大角咀橡樹街、埃華街（奧柏御峯）
- 大角咀福全街、杉樹街（奧朗御峯）
- 大角咀櫻桃街（海桃灣）
- 大角咀晏架街、福全街[8]市建局首個酒店項目（富薈旺角酒店）
- 荃灣七街重建項目（萬景峰）
- 荃灣楊屋道 荃灣七街重建連繫項目（御凱）
- 深水埗東京街24至38號（雙數）及福榮街240號，240A號，242至244號
- 深水埗荔枝角道、桂林街、醫局街（丰滙）
- 深水埗海壇街、桂林街及北河街發展計劃（愛海頌）（SEASIDE SONATA）
- 深水埗順寧道83號[9]（尚都），提供157伙
- 長沙灣青山道、興華街及元洲街／與房屋協會合作項目（喜薈）
- 長沙灣福榮街536至540號（喜遇），提供136伙
- 長沙灣昌華街/長沙灣道
- 長沙灣兼善里/福華街
- 深水埗青山道、元州街發展項目（映築）THE HARMONIE)，門牌涵蓋青山道217至235號(單數)及元州街300至308A號(雙數)
- 土瓜灣浙江街、下鄉道（津匯）
- 土瓜灣北帝街30-40A號、新山道（DOWNTOWN38
- 土瓜灣庇利街／榮光街（地盤面積約79718平方呎，最高可重建樓面面積約71.7463萬方呎，覆蓋103個街號，880個業權，約二千住戶及54個地舖商戶，料2025/26年完成，初步估算成本達116億元）
- 土瓜灣北帝街113-121、121A及123號／木廠街8-10號喜點
- 土瓜灣（KC-010）鴻福街1至51號（單數）／銀漢街2至42A號（雙數）（地盤面積約49311方呎，總樓面達443797方呎，提供約750伙，項目商業樓面約73659方呎）
- 土瓜灣（KC-011）鴻福街16 至46號（雙數）／啟明街21至39號（單數）／榮光街35至37號（單數）
- 土瓜灣（KC-012）榮光街1至27號（單數）
- 土瓜灣新山道、炮仗街[10]（喜築）
- 土瓜灣榮光街、崇安街
- 土瓜灣土瓜灣道／榮光街（KC-016項目）
- 九龍城衙前圍道 ／賈炳達道重建項目（KC-017項目）
- 九龍城馬頭圍道／春田街重建項目（煥然懿居）
- 九龍城春田街／崇志街重建項目
- 九龍城啟德道／沙浦道重建項目
- 九龍城啟明街4至28號雙號及榮光街29至33號單號
- 馬頭角九龍城道／上鄉道（瑧尚）
- 石硤尾大坑西邨

### 資助房屋
- 啟德煥然壹居（啟德「樓換樓」發展區）
- 紅磡煥然懿居（港人首置上車盤）
- 石硤尾大坑西邨重建（私營出租公屋及資助出售房屋）

### 公務員合作社區重建項目
- 九龍城盛德街/馬頭涌道
- 九龍城靠背壟道／浙江街（私營出租公屋及資助出售房屋）地盤面積約16473平方米，擬議發展的住宅樓面積約122263平方米 (包括大約45200平方米為公營房屋，合共提供1000伙單位)

### 樓宇復修
主要為舊樓維修，於不清拆的情況下延長舊樓使用期。計劃範圍包括中西區、灣仔、紅磡／馬頭圍、油麻地、旺角、大角咀、觀塘、深水埗及荃灣。
- 樓宇更新大行動[永久]
- 樓宇復修綜合支援計劃
- 強制驗樓資助計劃

### 保育項目
- 旺角上海街、亞皆老街（618上海街）[11]
- 旺角太子道西、園藝街[12]

### 活化項目
- 旺角上海街／亞皆老街保育活化項目
- 上環街市（現西港城）及上環坊計劃（页面存档备份，存于）
- 百子里計劃（包括百子里公園）（页面存档备份，存于）
- 灣仔和昌大押
- 茂蘿街／巴路士街活化項目「藝術社區」（页面存档备份，存于）
- 中環街市

### 需求主導重建項目
- 大角咀杉樹街13至31號（單號）及橡樹街87號，涉及11個街號（利·晴灣23）
- 大角咀槐樹街5至13號（單號）

2015年以實用面積每平方呎13,614元，創下歷來最高的住宅項目收購價。
- 大角咀福澤街8-10號及利得街7-9號（傲寓）
- 大角咀萬安街8至30號（雙號）及大角咀道193-199號（單號）涉及16個街號

2017年以實用面積每平方呎13,391元作出收購，成為九龍區住宅重建項目收購價歷來第二高記錄
- 土瓜灣啟明街45、47、49及51號
- 觀塘恒安街12至30號（雙號）協利大樓，共10幢、樓高九層，地盤總面積約865平方米，涉及90個業權，收購建議呎價為每平方呎實用面積11,695 元（Bal Residence）
- 深水埗九龍道1至3B號和僑蔭街1至5號（一號九龍道）
- 深水埗海壇街205至211A號及海壇街229A至G號（傲凱）

## 財政
- 2002年6月，香港立法會通過在5年內向市區重建局注資100億港元，以推行各項市區重建計劃。
- 2002年，收益為1.28億元， 虧損5.58億港元， 資產淨值為負27.19億元
- 2003年，收益為0.057億元，虧損2.27億港元， 資產淨值為負9.46億元
- 2004年，收益為2.01億元， 虧損0.08億港元， 資產淨值為9.74億元
- 2005年，收益為49.36億元，盈餘30.02億港元，資產淨值為59.76億元
- 2006年，收益為27.66億元，盈餘15.77億港元，資產淨值為95.53億元
- 2007年，收益為5.36億元， 盈餘7.66億港元， 資產淨值為123.23億元
- 2008年，收益為52.66億元，盈餘20.95億港元，資產淨值為144.18億元
- 2009年，收益為14.13億元，虧損44.59億港元，資產淨值為144.18億元
- 2010年，收益為96.63億元，盈餘70.18億港元，資產淨值為169.77億元
- 2011年，收益為36.47億元，盈餘22.09億港元，資產淨值為191.86億元
- 2012年，收益為36.9億元， 盈餘25.84億港元，資產淨值為217.7億元
- 2013年，收益為53.41億元，盈餘44.37億港元，資產淨值為262.07億元
- 2014年，收益為11.69億元，虧損22.7億港元 ，資產淨值為239.37億元
- 2015年，收益為99.04億元，盈餘44.37億港元，資產淨值為250.13億元
- 2016年，收益為74.22億元，盈餘44.51億港元，資產淨值為297.64億元
- 2017年，收益為50.35億元，盈餘31.42億港元，資產淨值為326.06億元
- 2018年，收益為138.67億元，盈餘120.38億港元，資產淨值為446億元
- 2019年，收益為34.23億元，盈餘23.3億港元，資產淨值為469.74億元
- 2020年，收益為21.07億元，盈餘1.18億港元，資產淨值為470.92億元
- 2021年，收益為226.53億元，盈餘65.68億港元，資產淨值為538.1億元

## 爭議

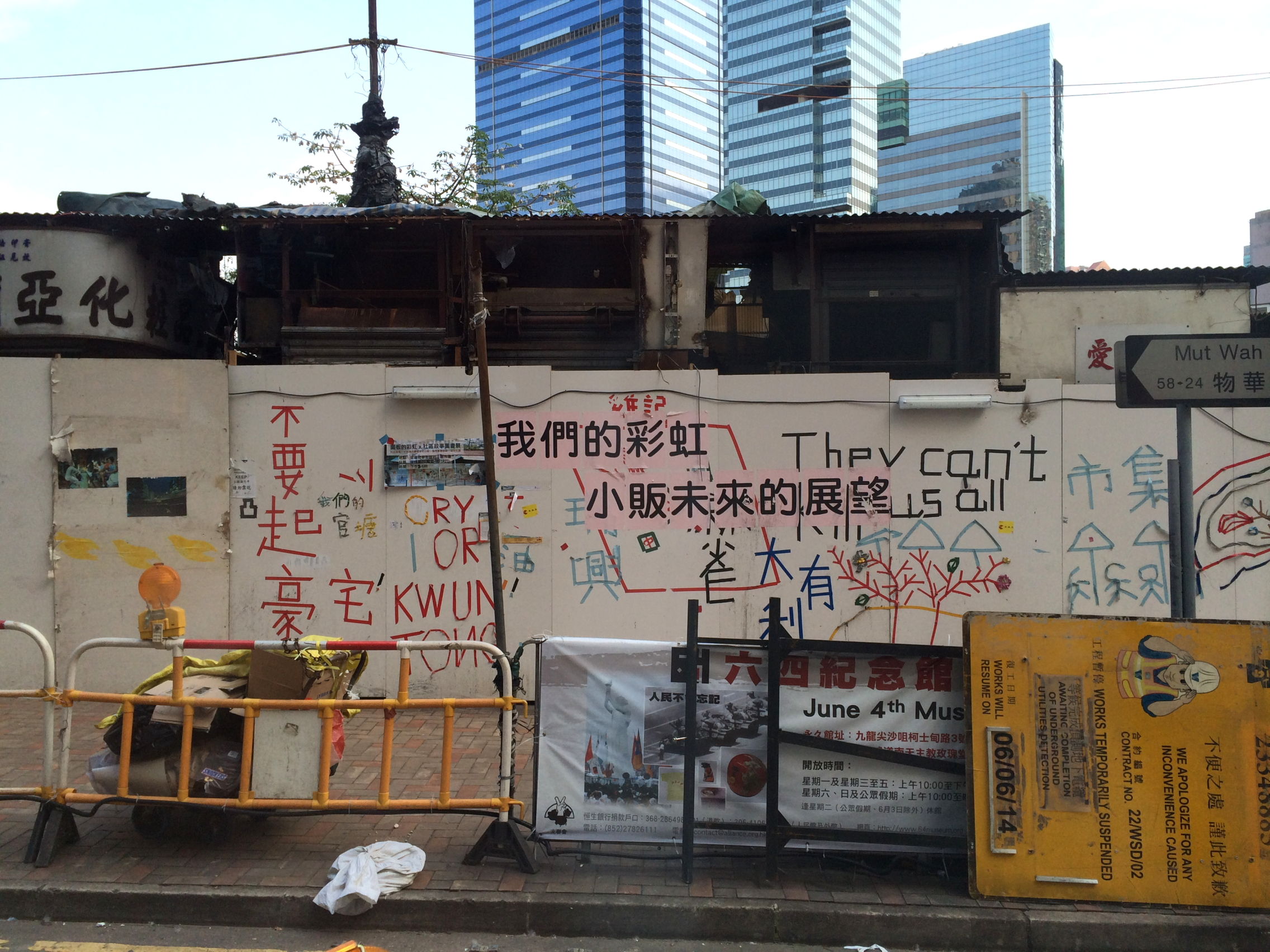
觀塘街坊透過藝術批評重建項目只興建豪宅及大型商場，未能夠改善基層的社區生活

### 醜聞事件及公關災難

#### 前董事行賄
2005年，市區重建局前董事許振文與生意拍檔莫京儒於當年內部認購市區重建局參與興建的堅尼地城泓都24個單位，涉嫌串謀新世界發展職員隱瞞4份臨時買賣約，藉以避過繳交49萬港元印花稅；至於另外9個無法出售的單位，許振文企圖向市區重建局時任執行董事林筱魯行賄，要求他協助踢契，以取回583萬港元訂金，後來被該名執行董事舉報。2009年2月3日，區域法院裁定許振文串謀詐騙和行賄罪名成立，判監禁15個月。

#### 虛構諮詢受訪者
2006年4月，市區重建局為籌劃觀塘裕民坊重建項目，首次向居民發行一份名為《觀塘路》的地區報章，報章上列出多名「業主」、「商人」及「街坊」支持重建工作，惟被香港傳媒揭發不少人士訪問均為虛構。

#### 在維基百科條目作出隱惡揚善的刪改
2012年9月，市區重建局企業傳訊總監邱松鶴被指控於2012年5月至9月期間在維基百科上編輯市區重建局、政務司司長林鄭月娥、發展局局長陳茂波、市區重建局主席張震遠、永利街、嘉咸街以及利東街的條目，作出隱惡揚善的刪改。邱松鶴於中文及英文維基百科均使用賬戶Qshshq，在英文維基百科用戶頁上更表明身份。他不但刪走對市區重建局的批評，更加入宣傳性質的內容。例如經常被批評活化成高級餐廳後，一般香港市民難以參觀的和昌大押被形容為「香港市民和遊客的好去處」。香港維基媒體協會於9月21日發表聲明，強調嚴禁用戶利用維基百科宣傳，勸喻公關應該避免在有利益衝突的條目作出編輯。邱松鶴反駁指出維基百科的編輯原則矯枉過正，認為機構的傳訊人員有權利在維基百科上提供機構的新資料，只要嚴格按照編輯原則，機構傳訊人員在相關網頁上提供事實的權利不應剝奪。

#### 將灣仔和昌大押天台列為「私人公共空間」
灣仔和昌大押The Pawn只在地下側門及天台貼出告示，表示平台花園開放時間為上午11時至晚上11時，一般市民難以察覺天台是公共空間。記者向酒吧職員查詢可否到天台參觀及逗留，職員表示可以。但市建局發言人表示，和昌大押天台屬「 Private Open Space」（私人公共空間），而非「 Public Open Space」（公共空間），食肆開放天台給市民休憩是出於好意，目的是希望公眾可更近距離參觀這歷史建築物。

### 重建發展模式爭議

#### 市建局高層：政府的「安全套」，「幹完髒了就扔了」
2014年，於光華新聞文化中心主辦的「雙城對話：台北x香港」論壇上，時任市區重建局總監（規劃及設計）馬昭智被問到舊區重建往往未能保留社區特色時，回應時形容市建局是政府的「安全套」，政府不想做、不敢做的項目就會丟給市建局，以及被政府「幹完髒了就扔了」，暗示市建局拆毀舊區的方式，只是按照政府政策執行，及替政府「孭镬」。

#### 市建局高估開支
2017年12月5日，本土研究社指出，市建局過去十年預計總開支每年平均達271億，但翻看相關年報，實際總開支平均只有137億，遠低於當初估算，十年以來累積下來一共高估589億。團體質疑，市建局錯誤高估開支，藉此合理化現時重建模式，令市建局為了收回高估後的開支，只能以「賺到盡」的方式開發土地，而拒絕其他發展方式，如公營／私營混合物業發展模式、興建公屋或其他可負擔房屋等。
市建局過去預計開支與實際開支差距如下：
| 財政年度           | 預計開支（億） | 實際開支（億） | 高估金額（億） | 高估百分比 |
| 2007-08 至 2011-12 | 300            | 142            | 158            | 111%       |
| 2008-09 至 2012-13 | 300            | 116            | 184            | 159%       |
| 2009-10 至 2013-14 | 202            | 87             | 115            | 131%       |
| 2010-11 至 2014-15 | 160            | 147            | 13             | 9%         |
| 2011-12 至 2015-16 | 200            | 162            | 38             | 24%        |
| 2012-13 至 2016-17 | 250            | 169            | 81             | 48%        |

#### 顧問報告：指出市區重建局「向錢看」，傾向考慮商業盈利
市區重建局於2015年發表的顧問報告建議被指為「向錢看」，觸發行政總監譚小瑩辭職而引起爭議。市區重建局主席蘇慶和強調市區重建局的運作模式一直無變，不過希望引入新思維，例如用盡地積比率、重建價值不高的舊樓，可以改為加強樓宇復修。對於顧問報告建議改變重建模式，考慮盈利及商業效益，蘇慶和不認為顧問報告引起市區重建局內部反感，強調自己處事一直追求效率和效益，清者自清，不會受到其他噪音影響，他會盡好主席之份。

### 受影響市民狀況

#### 住宅租戶迫遷事件引發居民抗爭
2009年6月26日，市區重建局宣佈位於深水埗順寧道的重建項目，並進行人口凍結登記。該項目涉及182人受影響，而租戶佔67人。但由人口凍結日當天開始直至往後的3個月內，同區出現不尋常的大型迫遷，至少有13戶住宅租戶被地產業主終止租約及要求收回單位，甚至告上法庭。由當區居民組成的順寧道重建關注組（页面存档备份，存于）質疑，出租業主在資訊不全的情況下以為趕走租客可以獲得市建局更多賠償，但根據市建局政策，實質上是不會增加任何賠償，市建局間接在迫遷事件上得益，因為當時沒有機制處理已接受人口登記但於之後被迫遷離的租戶的安置及補償安排，若租客被趕走，市建局則可以省回安置及賠償金。
迫遷事件引起基層租戶的連串抗爭，要求修改市區重建局的政策漏洞。順寧道重建關注組發起一項「尋找市建局董事會主席張震遠」的行動，於2009年12月30日起，以馬拉松方式接力尋人，逢星期一、三、五，關注組及聲援者在午飯時間到市建局樓下尋找張震遠，要求接信及承諾修改政策漏洞，行動直至次年1月22日張震遠於總部地下接收迫遷租戶信件後方結束。在2010年4月15日，有順寧道重建項目的租戶楊女士因被迫遷而無家可歸，遂於項目對面的公園紮營，抗議市區重建局欠缺保障，並批評市建局意圖分化居民，聲稱可以用市建局物業單位安置她，但要求她不可以告訴其他居民，及要求簽保密協議，楊女士認為市建局應合理安置所有被迫遷租戶，而不是用個別處理的方法，因此拒絕市建局提議。
重建區居民的抗爭行動及關注團體的持續監察成功迫使市建局多次修改政策漏洞，包括：
在2009年11月，市區重建局推出「優化住宅租客援助措施」，但只為被迫遷的租戶提供小額搬遷補助金，被批評為是「假優化，真卸責」，是變相剥扣了租戶原有安置或賠償權益。
在2012年2月，順寧道重建關注組於市區重建局新重建項目的社會影響評估中發現了一項名為「住宅租客體恤援助計劃」的新措施，聲稱會賠償給被迫遷租戶，但在順寧道重建關注組去信追問市建局細節後，發現在申請條件上十分苛刻，批評是刻意令被迫遷租戶難以申請。
在2017年6月13日，市區重建局宣佈優化「住宅租客體恤援助計劃」，指在優化政策下，被迫遷住宅租戶可獲賠償金，或如符合入住公屋資格，可獲公屋安置，或如未能符合入住公屋資格，亦可獲安置於市建局的安置大廈。民間組織舊區街坊自主促進組（页面存档备份，存于）質疑，市區重建局並沒有清晰界定「迫遷」的定義，如租戶居住的單位天花嚴重漏水，但業主因市建宣佈重建拒絕維修，又或者業主覺得租戶有賠償或安置，因此大幅加租幾倍，令租戶無法承擔，這些情況是否屬於迫遷，而市區重建局又是否會提出協助及保障他們作為重建租戶的權益，這些均沒有交待。

#### 小店租戶遭迫遷 市建局被指保障不力
2013年5月，H18 重建項目「卑利街╱嘉咸街發展計劃 」的商舖租戶關注組發佈一份立場書，批評市區重建局自2007年宣佈重建項目後，一直任由租戶被業主魚肉，有在結志街經營的雜貨店及鈞樂茶餐廳就被加租三成多，而根據市建局的特惠津貼發放準則，即使有舖租戶面臨業主大幅加租，租戶亦沒有選擇，如不續租至市建局土收或成功收購，該店將不獲任何特惠津貼，唯有任由業主加租，瓜分租戶的補償金，關注組指市建局理應修改政策漏洞，保障小商戶權益。
相同問題在往後重建區仍有一直發生，而在關注團體爭取多年後，市區重建局在2017年6月才宣佈推出一項優化措施，指在收購物業前被業主迫遷的小商戶亦可以申請一筆「營商特惠津貼」的補償。然而，新措施的推行並沒有舒緩重建區內舖租戶的迫遷狀況，在兩個月後土瓜灣庇利街／榮光街重建項目即發生大規模的迫遷事件，位於庇利街單數3至21號中，有近一半或以上的小店均分別被業主要求終止租約。
2017年9月14日，由五個土瓜灣重建項目小商戶共同組成的「KC9-KC13受影響非住宅租户關注組」發起集會請願行動，批評市區重建局的新措施充滿漏洞，未能真正保障舖租戶的權益，不但變相剋扣原有賠償，還要先等待市建局成功收購業權後才能領取發有關賠償，十分荒謬。被迫遷的小店潮汕美食老闆娘受訪時指，小商戶面對驟如其來的迫遷，除了往後生計堪虞外，還需要應付各項結業支出，只是員工的遺散費，就可能周轉不靈，而市建局的補償卻隨時要在結業數年後才發放，根本無助舒緩燃眉之急。直至2018年12月，事隔一年多，已結業的潮汕美食仍未取得市建局的補償。

#### 重建過程漫長 居民生活受困擾及缺乏保障
市區重建局宣佈重建項目後，並非即時安置或補償給區內居民，而受影響的住宅租戶更需要等待業主先出售單位給市建局，才有機會獲得安置或補償。在深水埗東京街/福榮街重建項目，有居民等待了超過五年仍未有安置，而大廈樓宇由於長期沒有再做維修，外牆及單位內部均出現石屎剥落的情況，險釀成人命傷亡，但市建局仍然拒絕先對居民安置，被質疑是要「玩死居民」。
一項在土瓜灣重建項目進行的社區調查亦發現，在市建局宣佈重建後，重建項目內的居住環境急促惡化，包括唐樓照明系統損壞、衛生及治安情況惡化、樓宇失修惡化等問題。重建項目內的治安亦引來居民憂慮，有受重建影響居民組成的關注組在2016年11月舉辦記招，批評市建局在成功收購重建區內物業後，以粗鐵鏈鎖起物業閘門，並貼上告示列明單位已被收購，更會拆爛部分已收購單位，令舊樓形同廢墟，手法十分高調，招引賊人犯案，令尚未搬離的住戶不安。

### 管理費過高
近年市局重建局發展的項目，管理費都高於私人住宅，如煥然壹居管理費呎租達港幣4元。另外，由於市建局在發展項目的公契中列明收取管理人酬金為大廈開支的百份之十，變相盡可能谷大大廈支出，以賺取更多管理人酬金，亦令管理費居高不下。

### 管理層被指權力鬥爭
市建局現行管理層總監級中分為兩個派系。新派為革新派，以改革及引進新科技為首，提升工作效率。另一陣營為舊派，眼紅新派做法，故聯黨結集，用人唯親，其以收購部及復修部最為嚴重。

## 外部連結
- 市區重建局（页面存档备份，存于）
- 香港地方: 建設及建築物－市區重建計劃（页面存档备份，存于）
- 香港市區重建局已公佈的重建項目
- 舊區更新電視台（页面存档备份，存于）
- 電子版香港法例：第563章《市區重建局條例》

### 關注市建局工作之民間組織
- 思網絡（页面存档备份，存于）
- 環保觸覺（页面存档备份，存于）
- 活在觀塘（页面存档备份，存于）
- H15關注組（页面存档备份，存于）
- 本土研究社（页面存档备份，存于）
- 中西區關注組 （页面存档备份，存于）
- 社區文化關注（页面存档备份，存于）
- 順寧道重建關注組（页面存档备份，存于）
- 舊區街坊自主促進組（页面存档备份，存于）